# Składnia i semantyka XSL Transformations
Ten artykuł opisuje składnię i semantykę XSLT – języka przekształceń dokumentów XML.

## Elementy języka

### Szablony ze wzorcem:xsl:templatez atrybutemmatch
Szablony są podstawowym elementem języka. Stanowią reguły określające, w jaki sposób zamienić elementy źródłowego XML-a pasujące do wzorca match (będącego ścieżką XPath).
```
<xsl:template
 
match=
"samochod[@rocznik < 1980]"
>

zabytek
 
rocznik
 
poniżej
 
1980:
 
<xsl:apply-templates/>

</xsl:template>

```

W szablonach często spotyka się polecenie xsl:apply-templates wstawiające w danym miejscu wynik przetwarzania elementów określonych parametrem select będącym ścieżką XPath (a jeśli go brak – dzieci aktualnego elementu).

### Szablony nazwane –xsl:templatez parametremname
Szablony nazwane przypominają funkcje z innych języków programowania. Mogą być wywołane z dowolnego miejsca szablonu poleceniem xsl:call-template. Elementy xsl:param pozwalają na ich parametryzowanie.
Używając szablonów nazwanych można uzyskać efekt pętli (tak samo, jak w językach funkcyjnych). Poniższy szablon nazwany
```
<xsl:template
 
name=
"petla"
>

  
<xsl:param
 
name=
"i"
/>

  
<xsl:value-of
 
select=
"$i"
/>

  
<xsl:if
 
test=
"$i &gt; 0"
>

    
<xsl:call-template
 
name=
"petla"
>

      
<xsl:with-param
 
name=
"i"
 
select=
"$i - 1"
/>

    
</xsl:call-template>

  
</xsl:if>

</xsl:template>

```

wywołany przez
```
<xsl:call-template
 
name=
"petla"
>

	
<xsl:with-param
 
name=
"i"
 
select=
"10"
/>

</xsl:call-template>

```

wyświetli liczby od 10 do 1.

### Wstawianie wartości –xsl:value-of
xsl:value-of wstawia w danym miejscu zawartość elementu określonego przez atrybut select. W poniższym przykładzie wstawiona jest wartość atrybutu kolor aktualnego elementu.
```
kolor:
 
<xsl:value-of
 
select=
"@kolor"
>

```

XSLT umożliwia również wygodne wstawianie wartości wewnątrz znaczników, przy użyciu nawiasów klamrowych:
```
<span
 
style=
"color: {@kolor}"
>
kolor
</span>

```